# Katolická liga (Svatá říše římská)
Katolická liga (latinsky Liga Catholica, německy Katolische Liga) byl spolek katolických německých států Svaté říše římské uzavřený několik let před vypuknutím třicetileté války. Jejím protivníkem se stala Protestantská unie založená po říšské exekuci (Reichsexekution) v Donauwörth roku 1608. Jako odpověď založil bavorský vévoda Maxmilián I. roku 1609 Katolickou ligu. Mimo Bavorsko k ní patřilo z těch významnějších také arcibiskupství kolínské, trevírské, mohučské a knížecí biskupství würzburské. Kromě třicetileté války se liga o několik let dříve nejprve zúčastnila války o dědictví jülišské (1609–1610, 1614).

## Členové ligy
| zakládající členové (1609): - Bavorské vévodství – roku 1623 povýšeno na kurfiřtství - Řezenské knížecí biskupství - Augsburské knížecí biskupství - Würzburské knížecí biskupství - Kostnické biskupství - Pasovské biskupství - Knížecí proboštství Ellwangen - Kemptenské knížecí opatství | později připojení: - Kolínské kurfiřtství - Mohučské kurfiřtství - Trevírské kurfiřtství - Štrasburské knížecí biskupství - Bamberské knížecí biskupství - Eichstättské knížecí biskupství - Špýrské knížecí biskupství - Wormské knížecí biskupství - různí říšští preláti - Habsburská monarchie – připojila se v roce 1613 |

## Známé osobnosti Katolické ligy
- Jan z Aldringenu (1588–1634), vojevůdce
- Tommaso Caracciolo (1572–1631), polní maršál
- Ernst Egon VIII. von Fürstenberg-Heiligenberg (1588–1635), bavorský generalfeldzeugmeister
- Gottfried Heinrich hrabě Pappenheim (1594–1632), velící důstojník
- Jan Tserclaes Tilly (1559–1632), vojevůdce
- Wolfgang von Hausen (1553–1613), biskup z Řezna
- Alexander II. von Velen, (1599–1675), císařský polní maršál katolické ligy
- Franz von Mercy, (1590?–1645), vojevůdce
- Gottfried Huyn von Geleen, (1598–1657), vojevůdce
- Johann von Werth, (1591–1652), německý jízdní generál
- Johann von Sporck, (1600–1679), bavorský a později císařský generál kavalérie
- Albrecht z Valdštejna, vojevůdce